# 卡米里

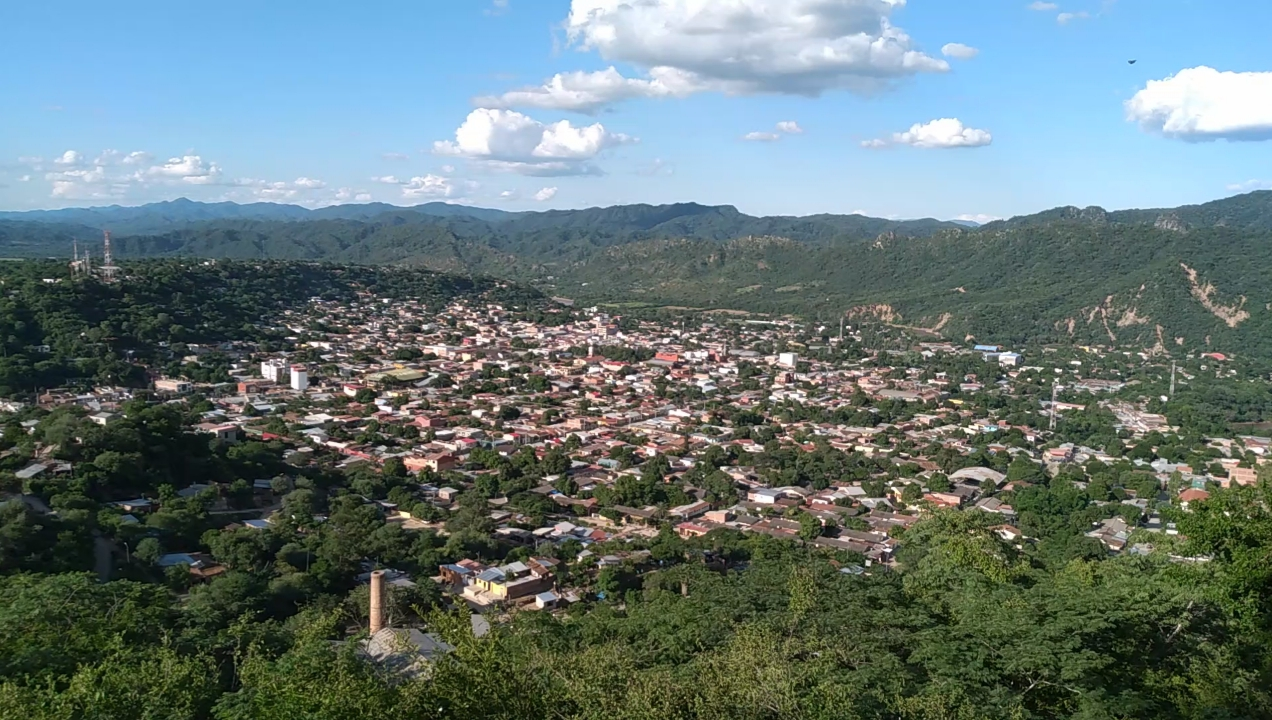
卡米里

卡米里是玻利維亞的城鎮，由聖克魯斯省負責管轄，位於該國南部，距離首府聖克魯斯292公里，面積22平方公里，海拔高度798米，每年平均降雨量875毫米，2010年人口65,897。

## 外部連結
- Instituto Nacional de Estadística